# Knipperdolling (Zeitschrift)
Der Knipperdolling war eine Stattzeitung, die von 1975 bis 1981 in insgesamt 74 Ausgaben im nordrhein-westfälischen Münster erschien. Die alternative Zeitschrift kam regelmäßig monatlich heraus. Gegründet und herausgegeben wurde sie von einem  Redaktions-Kollektiv. 1981 fusionierte sie mit dem münsterschen Veranstaltungskalender Ultimo zum Münsteraner Stadtblatt, einem bis 1994 bestehenden Stadtmagazin mit 14-täglicher Erscheinungsweise.

## Geschichte
Die Stattzeitung Knipperdolling wurde 1975 gegründet. Die Gründer sowie die später für die Zeitschrift tätigen Redakteure und sonstigen Mitarbeiter kamen zumeist aus dem links-alternativen Hochschulmilieu der Universitätsstadt Münster. Der Knipperdolling sollte als „Münsteraner Generalanzweifler“, so der Titelzusatz der Zeitschrift ab 1977, sowohl die „Ziele der sozialistischen undogmatischen Linken“ als auch die „Anliegen der Bürgerinitiativen und Bürgergruppen“ unterstützen, ohne dabei als „Parteiorgan einer bestimmten politischen Gruppierung zu fungieren“. Nach Aussage von Jürgen Kehrer, der ab 1981 für den Knipperdolling und anschließend für das nachfolgende Stadtblatt bis zu dessen Einstellung 1994 als Redakteur und später auch als Chefredakteur tätig war, seien der Forumanspruch des Knipperdolling und das Selbstverständnis der Beteiligten, politische Arbeit zu leisten, vergleichbar gewesen mit der Aachener Stattzeitung Klenkes oder dem Kölner VolksBlatt, die als Vorbilder dienten.
Der Knipperdolling wurde von einem Redaktionskollektiv getragen, von dem anfangs das Rotationsprinzip verfochten wurde. Im Zuge des Wachstums der Zeitschrift und dem Übergang vom Handverkauf zur Belieferung von Kiosken etc. bildeten sich mit der Zeit arbeitsteilige Strukturen heraus. 1980 wurde unter dem Stichwort „Krise des Knipperdolling“ die Einführung von Ressorts in Form von zwei verschiedenen Lösungsvorschlägen, die verkürzt als „subkulturell versus bürgernah“ bezeichnet werden können, öffentlich diskutiert und ausgetragen, wobei sich die „bürgernahe“ Ausrichtung durchsetzte. Diese beinhaltete einerseits die Begrenzung von „Berichten aus linker Subkultur“ und andererseits mehr Bürgernähe durch „Hintergrundinformationen zum lokalen Geschehen“ sowie Nachrichten und Berichte, die in „der Tagespresse sonst nicht zu finden seien, und andere Interpretationen lokaler Politik“. Im Wesentlichen gab es aber nur zwei Ressorts: Politik und Kultur. „Wirtschaft war [dem Redaktionskollektiv] zu kapitalistisch und Sport zu proletarisch.“
Angestrebt wurden eine Erweiterung des „Themenspektrums, eine kontinuierliche Berichterstattung zu lokalpolitischen Themen und eine Verbreiterung des Leserkreises“. Letztlich wurde dies dann durch eine Fusion des Knipperdolling mit dem münsterschen Veranstaltungskalender Ultimo im Oktober 1981 umgesetzt, wobei gleichzeitig der Übergang zu einem Stadtmagazin vollzogen wurde. Das Nachfolgeblatt erschien mit einer anfänglichen Auflage von 10.000 Exemplaren 14-täglich im Magazinformat als so benanntes Münsteraner Stadtblatt (ab 1984 unter dem verkürzten Titel Stadtblatt).

## Titel, Titelzusätze und Hintergründe

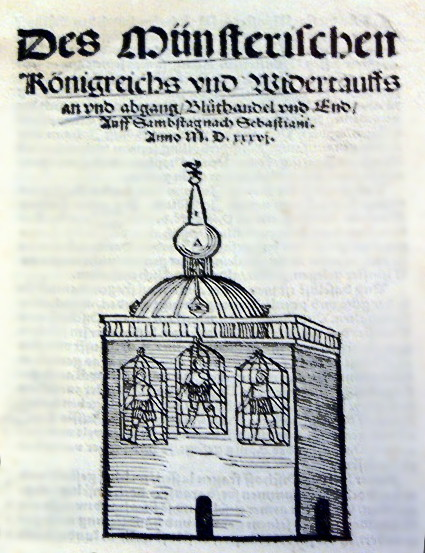
Flugschrift über die Folterung und Hinrichtung der Täuferführer in Münster von 1536, mit Darstellung des Lamberti-Kirchturms mit den drei Täuferkörben

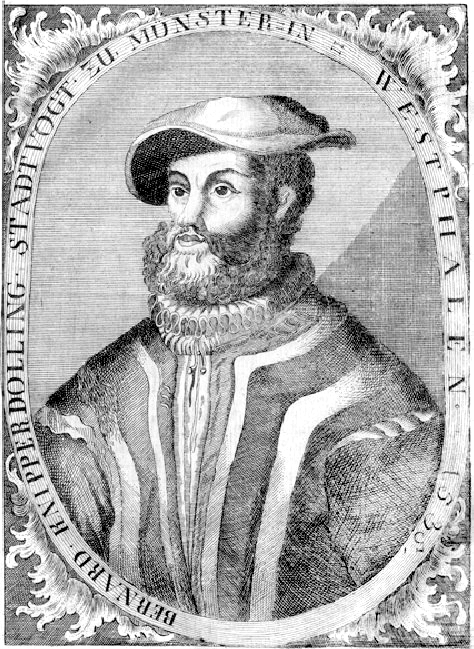
Bernd Knipperdolling, „Stadtvogt von Münster in Westfalen 1535“

Der Titel der Stattzeitung Knipperdolling bezog sich auf den münsterschen Tuchhändler Bernd Knipperdolling (geb. um 1495), der während der Zeit der Reformation im stark katholisch geprägten Münster an der Spitze einer bürgerlichen Opposition stand, später zu einem der Anführer der Täufer und zum Bürgermeister von Münster aufstieg und dann nach Belagerung und Einnahme der Stadt durch Fürstbischof Franz Graf von Waldeck und seine Landsknechte festgenommen, angeklagt und 1536 zusammen mit zwei weiteren Täuferführern in Münster öffentlich zu Tode gefoltert wurde. Die Leichname wurden anschließend zur Abschreckung in eisernen Körben am Turm der münsterschen Lambertikirche aufgehängt, wo die sogenannten Täuferkörbe heute noch zu sehen und inzwischen zu einer touristischen Attraktion und zu einem Wahrzeichen der Stadt Münster geworden sind.
Das „Leitbild eine[s] Sozialrevolutionär[s] aus dem 16. Jahrhundert“ und Führers der „Wiedertäufer von Münster“, auf die sich später „Karl Marx und andere sozialistische und kommunistische Theoretiker so positiv bezogen“ – „in der Zeit der Studentenbewegung [wurde] Münster gar zur ‚Kommune der Wiedertäufer‘ verklärt“ –, entsprach den Absichten der Gründer, mit der Stattzeitung Knipperdolling ein Mittel einer links-alternativen Gegenöffentlichkeit in Münster zu schaffen. Dies wurde auch durch zwei verschiedene Titelzusätze verdeutlicht: Der vollständige Titel lautete anfangs Knipperdolling – Sozialistische Zeitung Münster und ab Januar 1977 Knipperdolling – Münsteraner Generalanzweifler.
In Artikeln, Karikaturen, Illustrationen und Werbeanzeigen des Knipperdollings wurden vom Redaktionskollektiv oftmals Anspielungen auf den Namensstifter und dessen vormaliges sozialrevolutionäres Wirken vorgenommen, auch das schmähliche Ende der Wiedertäufer und die makabere Zurschaustellung seines und der anderen beiden Leichname wurde wiederkehrend verarbeitet. So wurde zum Beispiel eine Werbeanzeige mit einer strichartigen Zeichnung des Lamberti-Kirchturms mit den drei Täuferkörben gestaltet, bei welcher der vormalige Leichnamskorb von Bernd Knipperdolling „mit Inhalt“ dargestellt war. Das Motiv fand später gelegentlich auch Verwendung bei Werbeanzeigen des Münsteraner Stadtblatts und zeigte so den Szenezugehörigen gleichzeitig dessen Herkunft auf.

## Daten
Der Knipperdolling erschien monatlich von 1975 bis 1981, die erste Ausgabe erfolgte im September 1975 und die letzte Ausgabe im Oktober 1981. Verleger und Herausgeber war ein Redaktionskollektiv, das sich anfangs die Sozialistische Gruppe Münster und einhergehend mit dem geänderten Titelzusatz ab 1977 Zentrum zur Förderung demokratischer Öffentlichkeit (Münster) nannte.
Die Auflage betrug anfangs 500 Exemplare, die im Handverkauf an der Universität und in Kneipen und Kultureinrichtungen der alternativen Szene vertrieben wurden. Später steigerte sich die Auflage auf mehrere tausend Exemplare, einhergehend mit der Umstellung auf ein festes, geplantes Vertriebssystem mit Kioskbelieferungen etc. 1980 betrug die Auflage 3000 Exemplare.

## Ehemalige Mitarbeiter

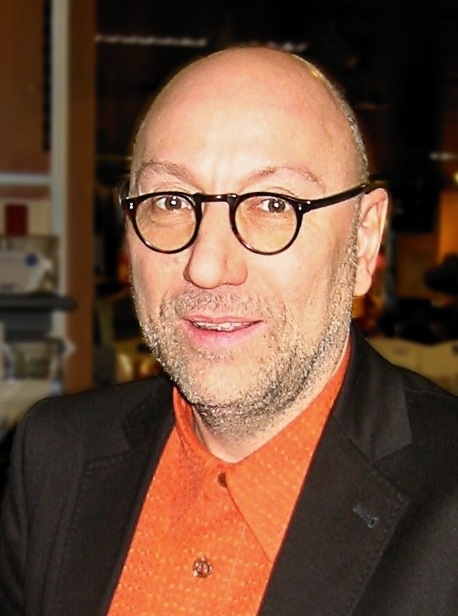
Jürgen Kehrer (2006)

Die Redakteure und sonstigen Mitarbeiter des Knipperdollings waren zumeist Absolventen der Westfälischen Wilhelms-Universität in Münster, die damals bereits zu den größten deutschen Universitäten zählte. Zudem gehörten sie meist der links-alternativen Szene an.
So arbeitete z. B. der aus Essen stammende Journalist und Schriftsteller Jürgen Kehrer nach Abschluss seines Pädagogikstudiums an der Universität Münster zunächst von Anfang 1981 bis Oktober 1981 als Redakteur beim Knipperdolling. Kehrer, der mittlerweile durch seine Kriminalromane einer größeren Öffentlichkeit als Schriftsteller bekannt geworden ist, gehörte 1981 zu den Mitgründern und anschließend zu den Mitherausgebern des Münsteraner Stadtblattes, für das er dann von Oktober 1981 bis zur Einstellung des Blattes im Jahr 1994 als Redakteur und teils als Chefredakteur tätig war.
Burkhard Fritsche, der wie Kehrer zu den Mitgründern und Mitherausgebern des Stadtblattes gehörte und von 1981 bis 1994 für dieses Stadtmagazin als Karikaturist tätig war, hatte zuvor ab 1976 auch bereits Karikaturen und Cartoons für den Knipperdolling gezeichnet sowie Titelblätter gestaltet. Fritsche signierte seine Arbeiten wie heute noch mit BURKH.
Mehrere weitere Redakteure und sonstige Mitarbeiter der Stattzeitung Knipperdolling wurden ebenfalls beim nachfolgenden Münsteraner Stadtblatt tätig.

## Archivierung und Konservierung
Die erschienenen Ausgaben der Stattzeitung Knipperdolling gehören, teils vollständig, zum Bestand von mehreren Archiven und Bibliotheken in Berlin, Bochum, Bonn, Bremen, Düsseldorf, Hamburg und Münster. Am früheren Erscheinungsort ist die Stattzeitung u. a. in den Sammlungen des Zeitungs- und Pressearchivs der Universitäts- und Landesbibliothek Münster (ULB Münster) und des Stadtarchivs Münster vertreten, wobei das Stadtarchiv als Findmittel eine stichwortartige Inhaltserschließung der dort archivierten Ausgaben von Ende 1977 bis Mitte 1981 vorgenommen hat.
Außerdem ist der Knipperdolling gelistet beim internationalen Dokumentationszentrum zur Sozialgeschichte und zu sozialen Bewegungen in den Niederlanden, dem Internationalen Institut für Sozialgeschichte (International Institute of Social History, kurz IISG) in Amsterdam, sowie bei einigen sogenannten Archiven von unten, wie z. B. beim Archiv für alternatives Schrifttum (afas) in Duisburg, beim münsterschen Umweltzentrum-Archiv e. V. (UWZ-Archiv), dessen Bestände 2011 dem afas angegliedert wurden, oder beim Berliner Papiertiger – Archiv & Bibliothek der sozialen Bewegungen, das 1984 aus dem Kunst und Kultur Centrum Kreuzberg (KuKuCK) in Berlin-Kreuzberg hervorgegangen ist.
Mitte der 1990er Jahre wurde beim afas in Duisburg damit begonnen, die dort archivierten Zeitschriften der Neuen Sozialen Bewegungen durch Mikroverfilmung zu konservieren. Im Rahmen des Verfilmungsprojekts, das gemeinsam mit der Universitäts- und Landesbibliothek Düsseldorf (ULB Düsseldorf) durchgeführt wurde, wurden bis 1997 etwa fünfzig Titel verfilmt, darunter auch der Knipperdolling. Die entsprechenden Mikrofiches liegen bei der afas und der ULB Düsseldorf vor.

## Rezeption
Die Journalistin Sylvia Koppelberg befasste sich in ihrer 1981 abgeschlossenen Magisterarbeit an der Westfälischen Wilhelms-Universität in Münster mit Alternativzeitungen und untersuchte sowie beschrieb dabei als Einzelfall insbesondere die lokale Stattzeitung Knipperdolling.
Der Sozialwissenschaftler Wolfgang Beywl setzte sich in einem Anfang 1989 im Forschungsjournal Neue Soziale Bewegungen veröffentlichtem Fachartikel unter anderem mit dem Wandel von Alternativblättern zu Stadtmagazinen und der dabei aufgekommenen „Kritik des Stadtmagazin-Konzepts“ auseinander. In seinem Artikel, der auf einen Tagungsbeitrag von ihm zu der von der Forschungsgruppe Neue Soziale Bewegungen im November 1988 in Saarbrücken veranstalteten Fachtagung Medien und Bewegungen zurückging, verwies Beywl darauf, dass die Herkunft eines Teils der neuen Illustrierten aus einer sozialen Bewegung für „das Gros der KäuferInnen nicht zu erkennen“ sei. Zudem werde die Herkunft durch Umbenennungen wie „z. B. von ‚Knipperdolling‘ in ‚Stadtblatt Münster‘ sogar bewußt oder unbewußt verschleiert“, so Beywl.
1994 untersuchte Nadja Büteführ in ihrer Dissertation an der Universität Münster, die 1995 unter dem Titel Zwischen Anspruch und Kommerz: Lokale Alternativpresse 1970–1993. […] veröffentlicht wurde, u. a. die „Krise der lokalen Alternativpresse“ gegen Ende der 1970er/Anfang der 1980er Jahre infolge der veränderten, „medienzentrierten Informationsproduktion“, der zunehmenden Nutzung von „etablierten Massenmedien seitens der grünen und alternativen Organisationen und Initiativen“ sowie der „Öffnung der bürgerlichen Medien für deren Themen und Anliegen“. Dabei benannte sie als exemplarisches Beispiel für einen direkten Übergang vom „Volksblatt“ zur Stadtmagazin-Konzeption und ohne den „Zwischenschritt“ einer Stadtzeitung den Knipperdolling und setzte sich ausführlich mit dessen konzeptioneller Entwicklung auseinander. Büteführ charakterisierte den Knipperdolling und das nachfolgende Stadtblatt infolge deren Entstehungsgeschichte als „in starkem Maße im linken Spektrum verankert“, aber auch mit „einem starken kommunalpolitischen Bezug“.
Der Paderborner Historiker Dietmar Klenke befasste sich in seinem regionalhistorischen Werk Schwarz – Münster – Paderborn. Ein antikatholisches Klischeebild von 2008, in dem er sich u. a. ausführlich mit dem Münsteraner Stadtblatt beschäftigte, auch kurz mit dessen (Teil-)Vorgänger, der Stattzeitung Knipperdolling. Er verortete diese als eine der „subkulturelle[n] Zeitschriften der radikalen, aus dem Hochschulmilieu hervorgegangenen Linken“, welche die „Aufgaben einer oppositionellen Medienöffentlichkeit“ in Münster wahrzunehmen versuchten. Neben der im universitären Bereich verbreiteten Studentenzeitung Semesterspiegel des AStA der Universität Münster habe dabei im außeruniversitären Bereich der Knipperdolling eine exponierte Rolle gespielt, so Klenke.